# 阮善繼 (副榜)
阮善繼（越南语：／；1856年—？年），越南阮朝官員。

## 生平
阮善繼是北寧省慈山府東岸縣三山總三山社（今屬北寧省慈山市三山坊三山村）人，嗣德九年（1856年）出生。成泰六年（1894年），阮善繼参加河南場鄉試，考中舉人。成泰十年（1898年），阮善繼會試中格，庭試考中副榜。後任福壽知縣。